# 小村家
小村家（こむらけ）は、武家・士族・華族だった日本の家。明治時代に外務大臣小村寿太郎を出し、その勲功により華族の侯爵家に列した。

## 歴史
小村寿太郎の生家である小村家は、本姓を平氏とし、平維貞の弟忠清が薩摩国小村に住して「小村」を称したのに始まるという。維定の次男貞賢も小村に改姓していたが、分家して日向国に住するようになり、一時は城ケ崎方面、一時は飫肥方面で暮らしていたという。いつ頃のことなのか明確ではないが、15世紀半ばぐらいの頃とされる。やがて小村家は日向伊東氏に仕えるようになり、江戸時代にも日向飫肥藩主伊東氏の家臣だった。飫肥藩内における家格は徒士席だった。幕末には「町別当」という地位にあった18石取りの下級武士の家だった。江戸期の小村家の生活は極めて貧しく、家禄だけでは身を保つことができないので農業で穴埋めしていた。

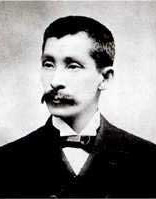
小村寿太郎

寿太郎は小村寛（天保元年4月20日生、明治33年4月15日没）とムメ（川添彌一長女。明治34年5月26日没）の間の長男として安政2年9月16日に生まれた。大学南校を出た後、アメリカのハーバード大学に留学し、帰国後には外務省に入省して外交官となり、外務省政務局長、韓国公使、外務次官、米国公使、ロシア公使、清国公使などを歴任した後、第1次桂内閣に外務大臣として入閣。明治35年2月27日には日英同盟締結の勲功により華族の男爵位を与えられ、さらに明治40年9月21日に日露戦争の講和条約の締結の勲功により伯爵に陞爵。枢密顧問官、イギリス大使を経て第2次桂内閣で再び外務大臣として入閣し、明治44年4月21日に日韓併合の勲功により侯爵に陞爵した。
しかし同年11月26日に寿太郎が死去。寿太郎の長男欣一が家督を相続して襲爵した。欣一は外務省情報部長や拓務次官を務めた。欣一は昭和5年12月29日に死去し、弟の捷治が養子に入って家督相続した。捷治は侯爵として貴族院議員だった。彼の代に小村侯爵家の住居は東京市麻布区桜田町にあった。しかし子供がなく、昭和47年2月9日の彼の死去で家が絶えた。
宮崎県日南市飫肥にある小村寿太郎生家は明治時代後期に振徳堂裏手に移築されたのを経て、大正10年に現在の武家屋敷通りに移築された。現在は日南市により管理されており、平成16年から一般公開されている。